# La Meurdraquière
La Meurdraquière település Franciaországban, Manche megyében. Lakosainak száma 195 fő (2022. január 1.). La Meurdraquière Ver, Équilly, Folligny, Le Loreur, Saint-Sauveur-la-Pommeraye és Gavray-sur-Sienne községekkel határos.

## Népesség
A település népességének változása:
| Lakosok száma | 194  | 157  | 150  | 159  | 161  | 168  | 172  | 186  | 193  | 195  |
|               | 1968 | 1982 | 1990 | 2006 | 2013 | 2015 | 2017 | 2019 | 2020 | 2022 |